# سنت اندروز، نیوبرانزویک
سنت اندروز، نیوبرانزویک (به انگلیسی: St. Andrews, New Brunswick) یک منطقهٔ مسکونی در کانادا است که در چارلوت، نیوبرانزویک واقع شده‌است. سنت اندروز ۸٫۳۵ کیلومتر مربع مساحت و ۱٬۸۸۹ نفر جمعیت دارد.